# Ko Lipe
Ko Lipe (thailandese: เกาะหลีเป๊ะ, pron. [kɔ̀ʔ lǐːpéʔ]) o Koh Lipe è una piccola isola dell'arcipelago delle Tarutao (provincia di Satun, Thailandia sud-occidentale), vicina al confine Malese.
Ko Lipe è sul confine del Parco Nazionale Marino di Ko Tarutao, a sud delle isole maggiori di Ko Adang e Ko Rawi, e distante 50 km dall'isola di Ko Tarutao. In origine vi si stanziò un gruppo di nomadi del mare di lingua malese noto con il nome di Urak Lawoi’.

## Raggiungimento dell'isola
In alta stagione (da ottobre a giugno), sono molti i punti da cui i turisti possono prendere un traghetto un motoscafo per arrivare a Ko Lipe, ad esempio: Ko Lanta, Pak Bara, Phi Phi, Trang, e Langkawi in Malesia. In bassa stagione (da giugno a ottobre), l'unico modo per arrivare Ko Lipe è prendere un motoscafo a Pak Bara.
È possibile prendere un traghetto da Langkawi per arrivare a Ko Lipe da metà ottobre sino a metà giugno. Da Langkawi, I turisti possono partire o arrivare al Kuah Jetty Terminal o al Telaga Harbour Terminal. Da Ko Lipe, I turisti possono partire o arrivare al Bundhaya Resort o a Pattaya Beach. Il viaggio dura circa 1 ora e 30 minuti.

## Turismo[1]
A Ko Lipe ci sono tre spiagge principali: Sunset Beach (Hat Pramong), Sunrise Beach (Hat Chao Ley) e Pattaya Beach. Le acque tranquille e limpide fanno Ko Lipe, dov'è stato trovato il 25% delle specie di pesci tropicali di tutto il mondo, un'isola ideale per fare snorkeling.

## Questioni ambientali
L'isola sta attraversando un periodo di crescita e sviluppo per far fronte all'aumento del turismo, portando a problemi di gestione dei rifiuti, salvaguardia della natura e approvvigionamento energetico. Il dipartimento dei parchi sta cercando di controllare la quantità di edifici su Ko Lipe poiché molti sviluppatori hanno costruito resort sulla terra del Parco Nazionale. All'arrivo a Ko Lipe è necessario pagare una tassa di ingresso al Parco Nazionale e una tassa ambientale.

## Svago
Le più popolari attività per i visitatori includono: visite turistica degli aspetti naturali dell'isola, sport acquatici come snorkeling e canottaggio, gite in barca alle isole vicine e alle scogliere come Ko Usen e Ko Kra, bere e mangiare (specialmente pesce fresco per la strada).
I visitatori possono inoltre ammirare l'alba a Sunrise Beach e prendere parte alla vita notturna a Pattaya Beach.